# G4 국가
G4(Group of Four)는 일본, 인도, 독일, 브라질 간의 유엔 안전 보장 이사회 상임이사국 진출을 서로 돕기 위한 목적을 지닌 연합체이다.
안보리는 거부권이라는 강력한 권한을 행사할 수 있는 다섯 상임이사국(Permanent members, P5 : 미국, 러시아, 중국, 영국, 프랑스)과 선출을 통해 임명되는 임기 2년의 10개 비상임이사국(Elected members)이 있다. G4 국가들은 주기적으로 비상임이사국에 당선되어 왔다. 1987년에서 2006년까지 인도는 6번, 일본과 브라질은 4번, 독일은 3번 당선되었다.
이들 국가 중 일부 국가는 현역 상임이사국들 및 기타 회원국으로부터 지지를 얻거나 강한 반대를 받고 있다. 예를 들어, 일본은 커피클럽에 가입한 대한민국과 현 상임이사국인 중국으로부터 강력한 거부를 당하고 있으나, 동시에 미국과 영국, 프랑스로부터 강한 지지를 받고 있기도 하다. 인도는 파키스탄의 강한 반대를 받고 있으며, 독일은 이탈리아, 스페인, 네덜란드, 폴란드, 체코, 불가리아, 노르웨이, 덴마크, 루마니아, 나미비아 등이 반대하고 있으며, 브라질은 콜롬비아, 멕시코, 아르헨티나의 반대를 받고 있다. (나치 독일 당시의 홀로코스트, 일본의 전쟁범죄, 위안부 문제 참고) 특히 한국과 이탈리아, 스페인, 아르헨티나 등은 커피 클럽을 결성하여 G4 국가의 상임이사국 진출을 막고 있다.
G4는 UN 상임이사국 확대에 G4와 함께 아프리카 두 나라를 포함시킬 것을 제안했다. 이집트, 나이지리아 그리고 남아프리카 공화국 모두 UN 상임이사국 자리를 자국이 차지해야 한다고 요구했다. G4와 두 아프리카 국가들은 UNSC(안전보장이사회)의 상임이사국 자격을 얻으려는 공통목적을 가지고 있다. 그러나, 일본이 2006년 1월에 G4의 나머지 멤버인 독일, 브라질, 인도에 대한 승인을 거절하고 독자적 노선을 걸어가겠다고 선언함에 따라 균열이 가고 있기도 하다.

## 같이 보기
- 유엔
- 합의를 위한 연합(커피 클럽)